# Avulsion (chirurgie)
Pour les articles homonymes, voir avulsion.

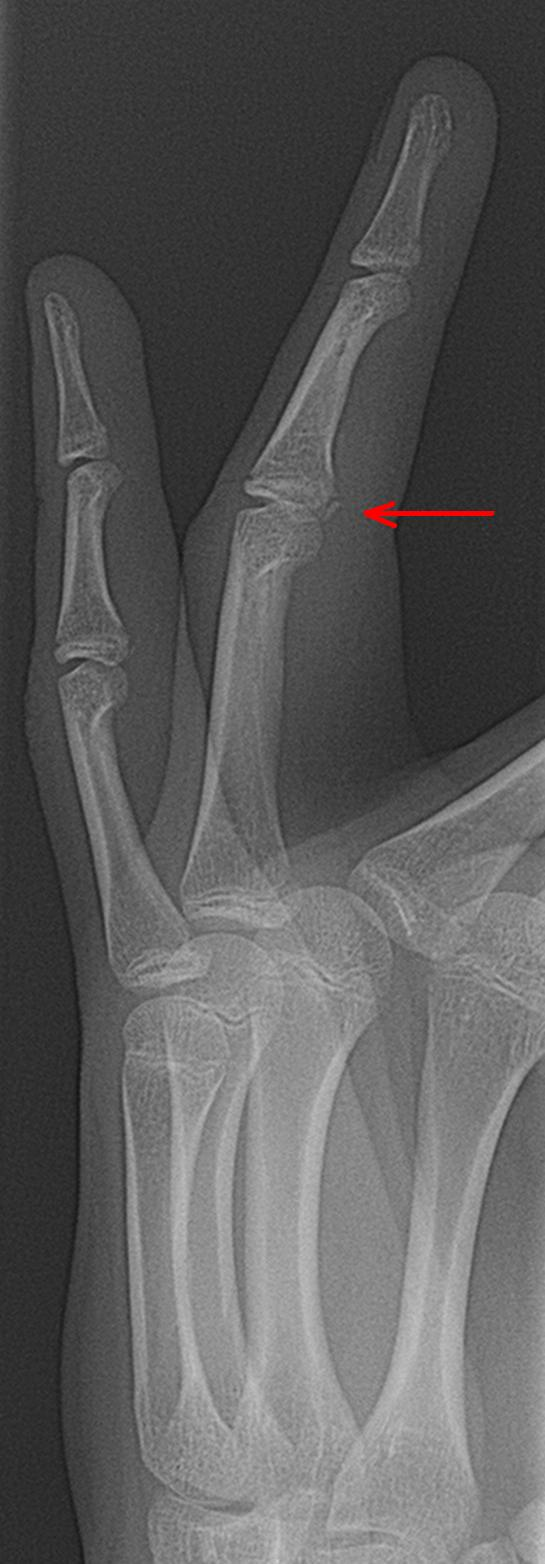
Fracture avulsion

Dans le domaine médical et de la chirurgie, avulsion est un terme ayant le sens général d'arrachement, à préciser selon l'élément particulier qui la subit.

## Fracture-avulsion
La « fracture-avulsion » est une fracture avec déplacement de fragment osseux ou cartilagineux , l'os pouvant être arraché par une tension trop importante d'un ligament, par exemple au niveau du coude ou du genou (patella...).

## Phanères
« Avulsion » désigne aussi l'arrachage ou l'extraction chirurgicale de phanère (ongle, ou griffe ou corne chez l'animal) ou, plus souvent, d'une partie osseuse ou l'arrachage d'une dent,.

## Organes mous
Le mot avulsion est aussi parfois utilisé pour désigner l'arrachage d'organes mous, dont par l'exemple le scrotum ou l'urètre (on parle d'avulsion urétérale pour décrire certains cas d'arrachement de l'uretère, qui peut se produire spontanément ou lors d'une endoscopie (à rechercher en cas de douleur au flanc, lithiase lombaire, colique néphrétique).